# Adalberó de Caríntia
Adalberó d'Eppenstein (980 - 29 de novembre 1039) va ser duc de Caríntia des 1012-1011 o 1035. Va succeir al duc Conrad I de la dinastia sàlica.
Adalberó era el fill del comte de Markward o Marquard d'Eppenstein, marcgravi d'Estíria i Carantània, que va succeir al seu pare al voltant de l'any 1000. Estava casat amb Beatriu (morta un 23 de febrer després de 1125), probablement una filla del duc Herman II de Suàbia de la dinastia Conradina i cunyada de l'emperador de la dinastia sàlica Conrad II
El 1011/1012 del rei alemany Enric II va concedir Caríntia en feu a Adalberó, incloent el domini sobre la marca de Verona. El fill del difunt duc Conrad I, Conrad II el Jove, era menor d'edat quan el seu pare va morir i no va ser tingut en compte per la successió, el que el va convertir aviat en un potencial rival.
Després d'altercats polítics amb els salis i una rebel·lió fracassada contra l'emperador Conrad II, Adalberó fou forçat el 1035 a renunciar a tots els seus càrrecs i feus, però el bisbe Egilbert de Freising, un conseller influent del fill de l'emperador, Enric, va recomanar als prínceps d'Alemanya i al mateix Enric, que justament havia estat proclamat rei dels Romans, no reconèixer la deposició. Conrad va necessitar tota la seva força persuasiva perquè Enric consentís la deposició; llavors Adalberó es va retirar i va ser succeït finalment per Conrad II el Jove. Va morir a l'exili a Ebersberg, a Baviera, el 1039.